# Marquay
Marquay é uma comuna francesa na região administrativa da Nova Aquitânia, no departamento Dordonha. Estende-se por uma área de 24,89 km². Em 2010 a comuna tinha 588 habitantes (densidade: 23,6 hab./km²).